# Hija de la fortuna
Hija de la fortuna es una novela de la escritora chilena Isabel Allende, publicada por HarperCollins, en 1999.

## Resumen

### Primera parte
Ocurre en Chile entre 1843 y 1848. En ella se cuentan los orígenes, educación y proceso de maduración de la joven protagonista, Eliza Sommers. Esta era una muchacha chilena que estaba siendo educada por tres hermanos de clase acomodada, los cuales formaban parte de la colonia inglesa del puerto de Valparaíso: Jeremy, John y Rose Sommers. Fue Miss Rose quien decidió quedarse con la niña cuando la encontraron en el pórtico de su casa siendo un bebé; deseaba ser como una madre para ella y realmente la quería mucho, aunque en ocasiones la consideraba como si fuese una muñeca y la desatendía. Jeremy Sommers era un hombre serio, que trabajaba en la Compañía Británica de Importación y Exportación, y aceptó a Eliza a regañadientes, aunque en el fondo también le tomó cariño. En cuanto a John, era una persona alegre que se pasaba la mayor parte del tiempo viajando, pues era capitán de un barco y el tío favorito de Eliza. También es una figura importante de la infancia de Eliza la india mapuche Mama Fresia, que trabajaba como cocinera y le transmitió su pasión por el arte culinaria.
Cuando Eliza cumplió los dieciséis años, Miss Rose comenzó a buscarle un marido adecuado, pero sus planes se vieron truncados por la aparición en escena del joven Joaquín Andieta, un apuesto empleado de Jeremy Sommers. Eliza se enamoró de él y Miss Rose, aunque se dio cuenta, apenas trató de impedirlo, pues no quiso negarle a la muchacha la posibilidad de vivir su propia historia de amor: ella misma, cuando era joven, había tenido una aventura con un tenor vienés que, aunque no acabó bien, le dejó gratos recuerdos. Lo que Miss Rose no adivinó a tiempo era que Joaquín y Eliza se habían hecho amantes. Él era un muchacho idealista que solía hablarle a Eliza de libertad y justicia; pero en aquella época a ella eso no le interesaba y, aunque el verdadero Joaquín no la satisfacía del todo, se entretenía imaginándolo como a un amante perfecto.

### Segunda parte
Tiene lugar entre 1848 y 1849. Comienza con la decisión de Joaquín Andieta, al que le dolía ver la pobreza en que vivía su madre, de irse a California a buscar fortuna, empujado por la fiebre del oro. Eliza, que descubrió que estaba embarazada, se fue poco después en su busca. Para ello viajó como polizón en una nave liderada por el capitán holandés Vicent Katz. Su nuevo amigo Tao Chi'en, que trabajaba como cocinero del barco y era de origen chino, la ayudó a introducirse en el barco y a mantenerse oculta; además, la salvó cuando ella sufrió un aborto durante la travesía.
En esta segunda parte se relata además el pasado de Tao Chi'en, desde sus primeros años en la pobreza hasta su aprendizaje para convertirse en un zhong yi, un maestro de la acupuntura. Se habla también de su matrimonio con Lin, una muchacha bella y alegre pero extremadamente frágil, que murió poco después de la boda. Desde entonces, el espíritu de Lin se le aparece a menudo a Tao para apoyarlo y aconsejarlo.
Cuando Eliza y Tao llegaron a Sacramento, ella se hizo pasar por un muchacho chino y él empezó a trabajar como médico, con bastante éxito. Pronto Eliza se lanzó de nuevo a la busca de su amante, disfrazada de vaquero y asegurando llamarse Elías Andieta y ser hermano de Joaquín.
Mientras tanto, en Valparaíso, la desaparición de Eliza revolucionó a la familia Sommers. Cuando Jeremy trató de quitarle importancia, tildando a la muchacha de desagradecida, Miss Rose reveló el secreto que tan bien había guardado hasta entonces: John Sommers era el padre de Eliza, fruto de su relación con una mujer chilena anónima.

### Tercera parte
Transcurre entre 1850 y 1853. En ella, Eliza continúa su viaje a través de California en busca de Joaquín Andieta, aunque ya no está segura de seguir amándole. Escribía a menudo a Tao Chi'en contándole lo que le pasaba. En un pequeño pueblo, se encontró con una caravana de prostitutas al mando de Joe Rompehuesos y terminó trabajando con ellas como cocinero y pianista. En cuanto a Tao Chi'en, se había mudado a San Francisco y él mismo estaba sorprendido de lo mucho que extrañaba la compañía de Eliza y de cómo lo alegraban sus cartas. Finalmente fue a buscarla y la convenció de que se fuese con él a San Francisco.
Mientras tanto, John Sommers había emprendido la búsqueda de su hija. Se encontró con Jacob Todd, un antiguo pretendiente de Miss Rose, que ahora era un periodista conocido como Jacob Freemont, y le hizo prometer que le avisaría si recibía cualquier noticia de Eliza. Freemont había alcanzado la fama escribiendo artículos de dudoso rigor sobre el bandido Joaquín Murieta, cuya descripción era exacta a la del amante perdido de Eliza, aunque ella se negaba a creer que su enamorado fuera capaz de cometer hechos tan atroces como los que se le atribuían a Murieta.
Ya establecidos en San Francisco, Eliza abrió un restaurante chileno y Tao Chi'en hizo suya la misión de ayudar a las sing song girls, jóvenes prostitutas chinas, a escapar y rehabilitarse, tarea nada sencilla. Ella continuaba buscando cualquier pista que pudiera llevarla a Joaquín y coleccionando todas las noticias referentes a Murieta, pues cada vez estaba más convencida de que eran la misma persona. 
Esa búsqueda la llevó a dirigirse a Jacob Freemont, el cual no pudo ayudarla, pero en cambio la reconoció. El periodista no pudo volver a encontrarla, pero al menos alertó a los Sommers de que Eliza estaba viva, pues ellos ya la creían muerta. También Eliza echaba de menos a su familia, especialmente a Miss Rose, por lo que decidió hacerse un retrato y enviárselo para que supiera que estaba bien y era feliz. 
Finalmente, Joaquín Murieta es capturado y asesinado por el capitán Harry Love. Su cabeza es conservada dentro de un frasco de ginebra y expuesta en San Francisco. Eliza siente la necesidad de comprobar si el bandido es el mismo que el Joaquín Andieta al que persiguió desde Valparaíso; necesita saberlo si quiere empezar con buen pie una nueva relación con Tao Chi'en, lo que ambos desean. Así pues, Eliza acude a ver la cabeza acompañada de Tao y tras observarla, afirma que "ya está libre".